# مری گی اسکنلون
مری گی اسکنلون (زاده ۳۰ اوت ۱۹۵۹) یک وکیل و سیاستمدار آمریکایی است. او که یکی از اعضای حزب دموکرات است، از سال ۲۰۱۹ نماینده حوزه انتخابیه پنجم پنسیلوانیا  در مجلس نمایندگان ایالات متحده بوده است.
اسکنلون در سیراکوز، نیویورک متولد شد.